# Макс Нольдін
Макс Нольдін (нім. Max Noldin) — швейцарський футболіст, що грав на позиції півзахисника. Виступав, зокрема, за клуб «Янг Фелловз». Володар Кубка Швейцарії.

## Клубна кар'єра
Виступав у складі клубу «Янг Фелловз Цюрих» у вищому дивізіоні чемпіонату Швейцарії. Грав за клуб у найкращому сезоні в його історії 1935-36 р. «Янг Фелловз» став другим у чемпіонаті, а також виграв Кубок Швейцарії. У півфіналі клуб з Цюриха переміг «Янг Бойз» з рахунком 4:1, а у фіналі обіграв «Серветт» — 2:0.
Влітку 1936 року брав участь в Кубку Мітропи. Швейцарські клуби вперше отримали запрошення виступити в турнірі, розпочинали свій шлях в кваліфікаційному раунді і всі четверо представників не змогли пройти далі. «Янг Фелловз» зустрічався з угорським клубом «Фебуш» і без шансів двічі програв 0:3 і 2:6. Нольдін грав лише в першому матчі.
В чемпіонаті 1936-37 став бронзовим призером чемпіонату Швейцарії в складі «Янг Фелловз». В наступному сезоні грав за інший клуб з Цюриха — «Блю Старз», що виступав в другому дивізіоні.

## Статистика виступів

### Статистика виступів в чемпіонаті
Виступи у вищому дивізіоні чемпіонату Швейцарії, починаючи з сезону 1933/34.
| Сезон   | Клуб        | Ліга                | Матчі | Голи |
| ------- | ----------- | ------------------- | ----- | ---- |
| 1933/34 | Янг Фелловз | Чемпіонат Швейцарії | 27    | 1    |
| 1934/35 | Янг Фелловз | Чемпіонат Швейцарії | 20    | 0    |
| 1935/36 | Янг Фелловз | Чемпіонат Швейцарії | 21    | 0    |
| 1936/37 | Янг Фелловз | Чемпіонат Швейцарії | 5     | 0    |
| РАЗОМ   |             |                     | 73    | 1    |

### Статистика виступів у Кубку Мітропи
| №                      | Розіграш               | Стадія                 | Дата та місце проведення | Команда 1              | Рахунок | Команда 2 | Голи |
| ---------------------- | ---------------------- | ---------------------- | ------------------------ | ---------------------- | ------- | --------- | ---- |
| 1                      | 1936                   | кв. раунд              | 07.06.1936 Цюрих         | «Янг Фелловз»          | 0:3     | «Фебуш»   |      |
| Всього в Кубку Мітропи | Всього в Кубку Мітропи | Всього в Кубку Мітропи | Всього в Кубку Мітропи   | Всього в Кубку Мітропи | 1       |           | 0    |

## Титули і досягнення
- Срібний призер чемпіонату Швейцарії (1):

«Янг Фелловз»: 1935–1936
- Бронзовий призер чемпіонату Швейцарії (1):

«Янг Фелловз»: 1936–1937
- Володар Кубка Швейцарії (1):

«Янг Фелловз»: 1935–1936